# André Marie Constant Duméril
André Marie Constant Duméril (Amiens, 1 de gener de 1774 - 14 d'agost de 1860) va ser un zoòleg i naturalista francès.
Professor d'anatomia en el Muséum National d'Histoire Naturelle de 1801 a 1812, quan va esdevenir professor de herpetología i ictiologia. Va ser el pare del també zoòleg, Auguste Duméril.

## Biografia
André Marie Constant Duméril va obtindre el doctorat molt jove, als 19 anys, amb el prebost d'anatomia a l'escola Mèdica de Rouen. El 1800, va deixar París i va col·laborar en l'esborrany de les lliçons de l'anatomia comparades de Georges Cuvier.
Va reemplaçar a Cuvier a l'Escola Central del Panteó de París al costat del seu col·lega, Alexandre Brongniart. El 1801, va donar cursos a l'escola Mèdica de París. Sota la Restauració, va ser triat membre de l'Acadèmia de Ciències Francesa, el 1803 va succeir com a professor de herpetología i ictiologia del Muséum d'histoire naturelle, a Lacépède, que estava ocupat en les seus càrrecs polítics. Encare que no va rebre aquest càrrec oficialment fins al 1825, després de la mort de Lacépède.
Va publicar Zoologie analytique el 1806, que cobria tot el regne animal i mostra les relacions entre els gèneres però no les espècies.
El 1832, Gabriel Bibron 1806-1848, que va esdevenir el seu ajudant, va emprendre la tasca de descriure les espècies per a una versió ampliada de Zoologie analytique mentre Nicolaus Michael Oppel (1782-1820) l'ajudava amb una revisió de la sistemàtica.
Després de la mort intempestiva de Bibron, Auguste Duméril, fill d'André, el va reemplaçar. Tanmateix, la mort de Bibron va retardar, durant deu anys, la publicació del nou treball. El 1851, els dos Dumérils, pare i fill, van publicar el seu Catalogue méthodique de la collection des Reptiles (encara que, pel que sembla, el fill, Auguste Duméril, n'era el veritable autor) i el 1853, André Duméril, va publicar Prodrome de la classification des rèptils ophidiens. Aquest últim llibre proposà una classificació de totes les serps en set volums.
Duméril va descobrir una col·lecció de peixos a l'àtic de la casa de Georges Louis Leclerc, comte de Buffon descrivint aquestes espècies que havien estat col·leccionades per Philibert Commerson gairebé 70 anys abans.
Va publicar un treball molt important, l'Erpétologie général ou Histoire naturelle complète des rèptils (nou volums, 1834-1854). En ell, es descriuen 1.393 espècies detalladament i s'especifica la seva anatomia, fisiologia i bibliografia. no obstant això, cal remarcar que Duméril va mantenir els Amfibis entre els rèptils, malgrat el treball d'Alexandeo Brongniart o Pierre André Latreille o els descobriments anatòmics de Karl Ernst von Baer (1792-1876) o de Johannes Peter Müller (1801-1858).
durant la seva vida Estava interessar també en els insectes i va publicar diverses memòries d'entomologia. El seu treball entomològic principal fou Entomologie analytique (1860, 2 vol.). Amb el seu fill Auguste Duméril va crear els primers vivarium per a rèptils del Jardí de les Plantes. Duméril sempre va considerar les observacions en la conducta animal d'importància taxonòmica. A partir de 1853, va començar a cedir la seva posició al seu fill i es va retirar completament el 1857. Va ser nomenat Comandant de la Legió d'Honor dos mesos abans de la seva mort.

## Honors

### Eponímia
- Platynereis dumerili, Audouin & H. Milne-Edwards, 1834
- Seriola dumerili, Risso, 1810
- Callopora dumerilii, Audouin & in de Savigny, 1826
- Rocinela dumerilii, Lucas, 1849
- Sphaeroma dumerilii, Leach, 1818
- Cantherines dumerilii, Hollard

## Algunes publicacions
- Zoologie analytique, Paris 1806
- Traité élémentaire d'histoire naturelle, (4. Aufl., Paris 1830
- Ichthyologie analytique (1856)
- Erpétologie analytique (1860, 2 Bde., die erste systematische Beschreibung aller bekannten Reptilien)